# Jardim Botânico Parque da Independência
O Jardim Botânico Parque da Independência (nome original em inglês: Independence Park Botanic Gardens) é um conjunto de jardins botânicos localizados no Parque da Independência em Baton Rouge, capital do estado norte-americano da Louisiana. É aberto todos os dias, sem taxa de admissão.
Os jardins possuem monitores de floração, plantas lenhosas, forrações e plantas do pantanal. Entre as plantas mais visitadas estão a rosa do jardim, murta de crepe de jardim e o jardim sensorial.